# Oreoderus sikkimensis
Oreoderus sikkimensis är en skalbaggsart som beskrevs av Ricchiardi 2000. Oreoderus sikkimensis ingår i släktet Oreoderus och familjen Cetoniidae. Inga underarter finns listade i Catalogue of Life.